# Benzylalkohol
Benzylalkohol je organická sloučenina se vzorcem C6H5CH2OH. Jedná se o bezbarvou kapalinu se slabou aromatickou vůní. Tato látka se často používá jako rozpouštědlo, a to díky své polaritě, nízké toxicitě a nízkému tlaku syté páry. Benzylalkohol se slabě rozpouští ve vodě (kolem 4 g/100 ml) a mísí se s alkoholy a diethyletherem. Anion vzniklý deprotonací alkoholové skupiny benzylalkoholu se nazývá benzylát nebo benzyloxid.

## Výskyt
Benzylalkohol se přirozeně vytváří v mnoha rostlinách a často se vyskytuje v ovoci. Rovněž je obsažen v  silicích mnoha rostlin, jako jsou například jasmín, hyacint a ylang-ylang. Obsahuje jej též kastoreum.

## Výroba
Benzylalkohol se vyrábí hydrolýzou benzylchloridu za přítomnosti hydroxidu sodného:
C6H5CH2Cl + NaOH → C6H5CH2OH + NaCl
Také se dá získat reakcí fenylmagnesiumbromidu s formaldehydem.

## Reakce
Benzylalkohol, podobně jako většina alkoholů, reaguje s karboxylovými kyselinami za vzniku esterů. V organické syntéze se benzylestery často používají jako chránicí skupiny, které lze odstranit mírnou hydrogenolýzou.
Benzylalkohol reaguje s akrylonitrilem za tvorby N-benzylakrylamidu:
C6H5CH2OH + NCCHCH2 → C6H5CH2N(H)C(O)CHCH2

## Použití
Benzylalkohol je častým rozpouštědlem inkoustů, vosků, barev, laků a epoxidových pryskyřic a bývá tak součástí směsí na odstraňování nátěrů, obzvláště ve směsi s látkami zvyšujícími viskozitu, které usnadňují přichycení k natřenému povrchu.
Také se používá jako prekurzor řady esterů, využívaných například při výrobě mýdel a parfémů. Často bývá součástí náplní elektronických cigaret, kde navyšuje obsah vůní. Při styku 10% benzylalkoholu s poškozenou kůží nebo sliznicí funguje jako lokální anestetikum a antimikrobiální látka. Slouží také jako odmašťovací přísada v prostředcích na čištění koberců. Jakožto rozpouštědlo barev benzylalkohol usnadňuje barvení vlny, nylonu a kůže. Může být také součástí repelentů.

### V nanotechnologiích
Benzylalkohol se používá jako dielektrické rozpouštědlo při dielektroforetické rekonfiguraci nanovláken.

### Ve zdravotnictví
Benzylalkohol může být při nízkých koncentracích použit jako bakteriostatický konzervant u nitrožilních a povrchových léků a také v kosmetice; zabraňuje zavírání průduchů u vší, které se tak ucpou vodou nebo olejem a vši se tak udusí. Obvyklá koncentrace je 5 %.

### Ostatní použití
Benzylalkohol má téměř stejný index lomu jako křemen a vlna; pokud se předmět z čistého křemene ponoří do benzylalkoholu, stane se téměř neviditelným, což lze využít k ověření, zda je tvořen skutečným křemenem. Obdobně vlna ponořená do benzylalkoholu také téměř přestane být viditelná, čímž je možné odhalit nečistoty jako jsou rostlinné materiály.

## Bezpečnost
Benzylalkohol má nízkou akutní toxicitu, smrtelná dávka u krys je přibližně 1,2 g/kg Rychle se oxiduje na kyselinu benzoovou, která v játrech reaguje s glycinem a vylučuje se jako kyselina hippurová. Vysoké koncentrace mohou vést k toxickým účinkům, kterými jsou selhání dechu, vazodilatace, nízký krevní tlak, křeče a ochrnutí.
Benzylalkohol silně dráždí oči, v čisté podobě způsobuje odumírání rohovky.
Benzylalkohol není považován za karcinogen a nejsou u něj potvrzené ani teratogenní účinky nebo reprodukční toxicita.